# 싱글즈 키친
《싱글즈 키친》(Singles' Kitchen)은 2010년 10월 18일부터 2011년 1월 7일까지 방송된 OBS경인TV의 텔레비전 프로그램이다.

## 기획 의도
싱글들이 저렴한 비용과 간단한 재료로 화려한 요리를 만들 수 있는 방법을 가르쳐주기 위하여 이 프로그램을 기획하였다.

## 방송 시간
| 방송 채널 | 방송일                             | 방송 시간                                | 주석  |
| --------- | ---------------------------------- | ---------------------------------------- | ----- |
| OBS       | 2010년 10월 18일 ~ 2010년 11월 5일 | 월요일 ~ 금요일 오후 5시 10분 ~ 5시 35분 | [ 1 ] |
| OBS       | 2010년 11월 8일 ~ 2011년 1월 7일   | 월요일 ~ 금요일 오후 5시 10분 ~ 5시 40분 |       |

## 방송 회차

### 2010년
| 회차 | 방송일    | 주제                                    | 요리                                            |
| ---- | --------- | --------------------------------------- | ----------------------------------------------- |
| 1회  | 10월 18일 | 여성을 위한 홈파티 요리                 | 차돌박이 샐러드, 훈제연어 카나페, 버섯 카프리제 |
| 2회  | 10월 19일 | 남성을 위한 홈파티 요리                 | 칠리 감자 그라탱, 구운 채소와 파르팔레          |
| 3회  | 10월 20일 | 남자의 주말을 위한 브런치               | 프렌치 어니언 스프, 오믈렛                      |
| 4회  | 10월 21일 | 여자의 주말을 위한 브런치               | 떡갈비쌈밥, 견과류쌈장, 표고버섯일인장국        |
| 5회  | 10월 22일 | 금요일의 싱글즈 - LPG 편                | 데리야키 닭가슴살 또르티야 랩                   |
| 6회  | 10월 25일 | 남자의 스트레스를 날려버릴 요리         | 매콤한 삼색마끼, 미소수프                       |
| 7회  | 10월 26일 | 여자의 스트레스를 날려버릴 요리         | 매콤한 해산물볶음우동                           |
| 8회  | 10월 27일 | 싱글남을 위한 나만의 냉동식품           | 잉글리쉬 크램 차우더                            |
| 9회  | 10월 28일 | 싱글녀를 위한 나만의 냉동식품           | 얼그레이 사브레 쿠키, 미소에 마리네이드한 연어  |
| 10회 | 10월 29일 | 금요일의 싱글즈 - 서재혁 편             | 서양식 소꼬리 스튜                              |
| 11회 | 11월 1일  | 싱글남의 속을 풀어줄 해장 요리          | 해장 파스타                                     |
| 12회 | 11월 2일  | 싱글녀의 속을 풀어줄 해장 요리          | 콩나물냉채, 삼계율무죽                          |
| 13회 | 11월 3일  | 남자의 나만의 생일 밥상                 | 비프 스테이크, 매쉬드 포테이토                  |
| 14회 | 11월 4일  | 여자의 나만의 생일 밥상                 | 라이스 페이퍼 잡채말이, 참치 타르트 미니 케이크 |
| 15회 | 11월 5일  | 금요일의 싱글즈 - 유진영 편             | 광동식 농어찜                                   |
| 16회 | 11월 8일  | 싱글남을 위한 초간단 아침식사           | 초콜릿 두부 푸딩, 프렌치 토스트                 |
| 17회 | 11월 9일  | 싱글녀의 초간단 아침식사                | 달걀밥전                                        |
| 18회 | 11월 10일 | 싱글남의 야식                           | 버터밀크 팬케이크, 로스티드 애플                |
| 19회 | 11월 11일 | 싱글녀를 위한 야식                      | 곤약라면                                        |
| 20회 | 11월 12일 | 금요일의 싱글즈 - DJ L편                | 그리스 스타일 생선 수프                         |
| 21회 | 11월 15일 | 나를 위한 간병식                        | 백설기 영양죽                                   |
| 22회 | 11월 16일 | 싱글녀의 애인을 위한 간병식             | 쇠고기버섯누룽지탕                              |
| 23회 | 11월 17일 | 싱글남을 위한 월급날 만찬               | 로브스터 테르미도르                             |
| 24회 | 11월 18일 | 싱글녀를 위한 월급날 만찬               | 와인삼겹살, 와인젤리                            |
| 25회 | 11월 19일 | 금요일의 싱글즈 - 제시카 편             | 생강 소스와 채소를 곁들인 참치                  |
| 26회 | 11월 22일 | 싱글남의 찬밥을 이용한 요리             | 찬밥 퀴시                                       |
| 27회 | 11월 23일 | 싱글녀의 찬밥을 이용한 요리             | 밥 크로켓                                       |
| 28회 | 11월 24일 | 싱글남의 휴일을 위한 간식               | 칼라마리와 새우                                 |
| 29회 | 11월 25일 | 싱글녀의 휴일을 위한 간식               | 단양박과 연근맛탕                               |
| 30회 | 11월 26일 | 금요일의 싱글즈 - 이형석 편             | 러브러브 도시락                                 |
| 31회 | 11월 29일 | 싱글남을 위한 점심 도시락(1)            | 치킨 클럽 샌드위치                              |
| 32회 | 11월 30일 | 싱글녀를 위한 점심 도시락(1)            | 칠리 새우덮밥                                   |
| 33회 | 12월 1일  | 싱글남을 위한 점심 도시락(2)            | 햄버거 스테이크                                 |
| 34회 | 12월 2일  | 싱글녀를 위한 점심 도시락(2)            | 돼지고기생강구이와 계란찜                       |
| 35회 | 12월 3일  | 금요일의 싱글즈 - 임성민 편             | 토마토 치킨카레                                 |
| 36회 | 12월 6일  | 싱글남을 위한 간편하고 저렴한 실속 요리 | 오징어파스타                                    |
| 37회 | 12월 7일  | 싱글녀를 위한 간편하고 저렴한 실속 요리 | 토마토홍합찜                                    |
| 38회 | 12월 8일  | 싱글남이 만드는 영양 간식               | 미니버거                                        |
| 39회 | 12월 9일  | 싱글녀가 만드는 영양 간식               | 견과류 시리얼바                                 |
| 40회 | 12월 10일 | 금요일의 싱글즈 - 써드 코스트 편        | 구운 연어를 곁들인 토마토 소스 국수             |
| 41회 | 12월 13일 | 싱글남이 만드는 세계의 요리(1)          | 보코                                            |
| 42회 | 12월 14일 | 싱글녀가 만드는 세계의 요리(1)          | 그린 카레                                       |
| 43회 | 12월 15일 | 싱글남이 만드는 세계의 요리(2)          | 칼라마리 리피에니                               |
| 44회 | 12월 16일 | 싱글녀가 만드는 세계의 요리(2)          | 빠에야                                          |
| 45회 | 12월 17일 | 금요일의 싱글즈 - 오소영 편             | 치킨 시저 샐러드                                |
| 46회 | 12월 20일 | 싱글남이 만드는 크리스마스 요리(1)      | 블루베리 커피 케이크                            |
| 47회 | 12월 21일 | 싱글녀가 만드는 크리스마스 요리         | 버섯크림소스와 수제피클                         |
| 48회 | 12월 22일 | 싱글남이 만드는 크리스마스 요리(2)      | 추로스와 핫초콜릿                               |
| 49회 | 12월 23일 | 싱글녀의 부모님을 위한 크리스마스 요리  | 녹차찹쌀경단트리                                |
| 50회 | 12월 24일 | 금요일의 싱글즈 - 슈퍼키드 편           | 파닭                                            |
| 51회 | 12월 27일 | 싱글남이 만드는 나만의 보신요리         | 생강 오리 샐러드                                |
| 52회 | 12월 28일 | 싱글녀가 만드는 나만의 보신요리         | 장어더덕강정                                    |
| 53회 | 12월 29일 | 싱글남이 만드는 색다른 라면요리         | 볶음라면                                        |
| 54회 | 12월 30일 | 싱글녀가 만드는 색다른 라면요리         | 라면튀일                                        |
| 55회 | 12월 31일 | 금요일의 싱글즈 - 성진우 편             | 훈제오리묵은지말이                              |

### 2011년
| 회차 | 방송일  | 주제                          | 요리              |
| ---- | ------- | ----------------------------- | ----------------- |
| 56회 | 1월 3일 | 싱글남이 만드는 새해맞이 요리 | 호핀 존           |
| 57회 | 1월 4일 | 싱글녀가 만드는 새해맞이 요리 | 퐁듀              |
| 58회 | 1월 5일 | 싱글남을 위한 특별 요리       | 지중해식 파스타   |
| 59회 | 1월 6일 | 싱글녀를 위한 특별 요리       | 김치 오코노미야키 |
| 60회 | 1월 7일 | 싱글즈 키친 어워즈(마지막회)  | 아래 문단 참조    |

## 싱글즈 키친 어워즈
60회는 이 프로그램을 통해 소개된 새로운 레시피와 완성된 요리들 중 시청자들의 사랑을 가장 많이 받은 부문을 시상하는 싱글즈 키친 어워즈 편을 방송하였다.

### 시상 기준
싱글들이 간편하게 따라 할 수 있는 요리, 간편한 레시피와 저렴한 재료로 최고의 밥상을 만들 수 있는 레시피를 심사 기준으로 정하고 시상하였다.

### 시상 내역
시상 내역은 아래와 같다.
- 최고의 게스트상 - 원더풀 게스트 : 서재혁(서양식 소꼬리 스튜), LPG(닭가슴살 토르티야 랩), 슈퍼키드(파닭)
- 최고의 작명상 - 작명의 고수 : 서재혁(서양식 소꼬리 스튜 : 소꼬리의 부활), 가연(단양박연근맛탕 : 단연최고), 카이(매콤한 삼색마끼 : 스트레스는 내가 마끼)
- 최저가 재료상 - 택시비가 더 비싸 : 토마토 홍합찜(레드 썬), 달걀밥전(너 밥이야 전이야), 오징어 파스타(오징어 칸타빌레)
- 최단 조리시간상 - 무삭제 풀버전 : 오징어 파스타(오징어 칸타빌레), 달걀밥전(너 밥이야 전이야), 볶음라면(소라시대)
- 최고의 테이블 세팅상 - 최고의 밥상 : 김상범 셰프(매콤한 삼색마끼 : 스트레스는 내가 마끼), 김은아 셰프(견과류 시리얼바 : 꼬꼬마 달꼬미, 녹차찹쌀경단 트리 : 메리 그린 크리스마스)
- 최고의 창작 레시피상 - 최고의 요리 : 김상범 셰프(라이스 크러스트 퀴시 : 한불합작 찬밥의 추억), 김은아 셰프(쇠고기버섯누룽지탕 : 불끈 누룽지탕, 파르펠레와 칠리 감자 그라탱 : 칠리칠리뱅뱅)